# Gouda (Paesi Bassi)

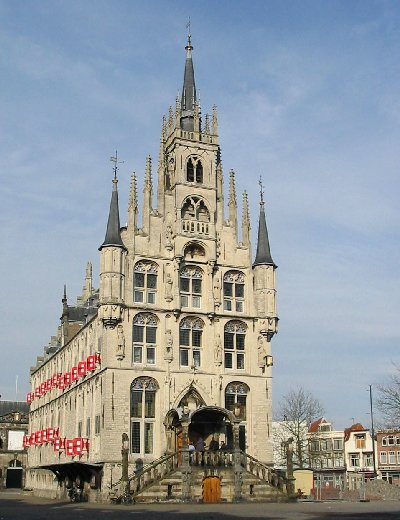
Il palazzo comunale di Gouda

Gouda (pronuncia: /'xʌʊ̯da/ ) è una municipalità dei Paesi Bassi di 71 167 abitanti (2010) situata nella provincia dell'Olanda Meridionale.

## Cucina
Dalla città prende il nome l'omonimo formaggio. Vi si produce inoltre lo stroopwafel, un tipo di biscotto.

## Curiosità
Gouda è famosa per la fabbricazione di pipe in argilla sin dai tempi antichi, oltre che per il suo Helksenwaag (Museo delle Streghe), attrazione turistica all'interno della quale è collocata la cosiddetta "bilancia delle streghe".
Riferisce lo scrittore e regista italiano Giorgio Moser nel suo noto reportage scritto, "Passaggio a sud-est": "E' un'antichissima bilancia su cui venivano pesati gli stranieri. Si credeva che gli stregoni e le streghe pesassero meno delle comuni persone e quindi attraverso il peso ci si poteva salvaguardare. Alla fine viene anche rilasciato un certificato attestante la normalità di chi si è pesato" (Milano, Mursia, 1972, p.72).

## Amministrazione

### Gemellaggi
- Gloucester